# Jean Camille Formigé

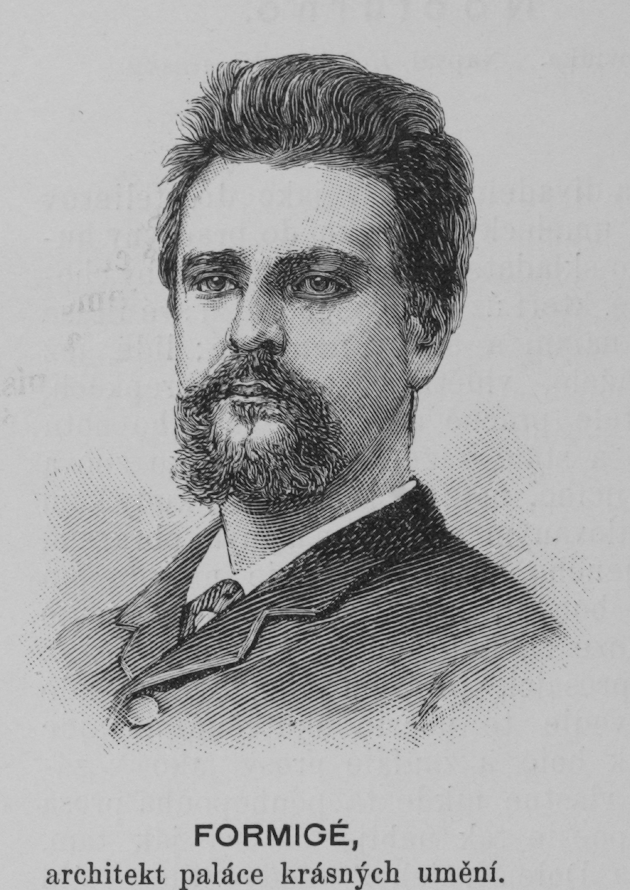
Jean Camille Formigé (1889)

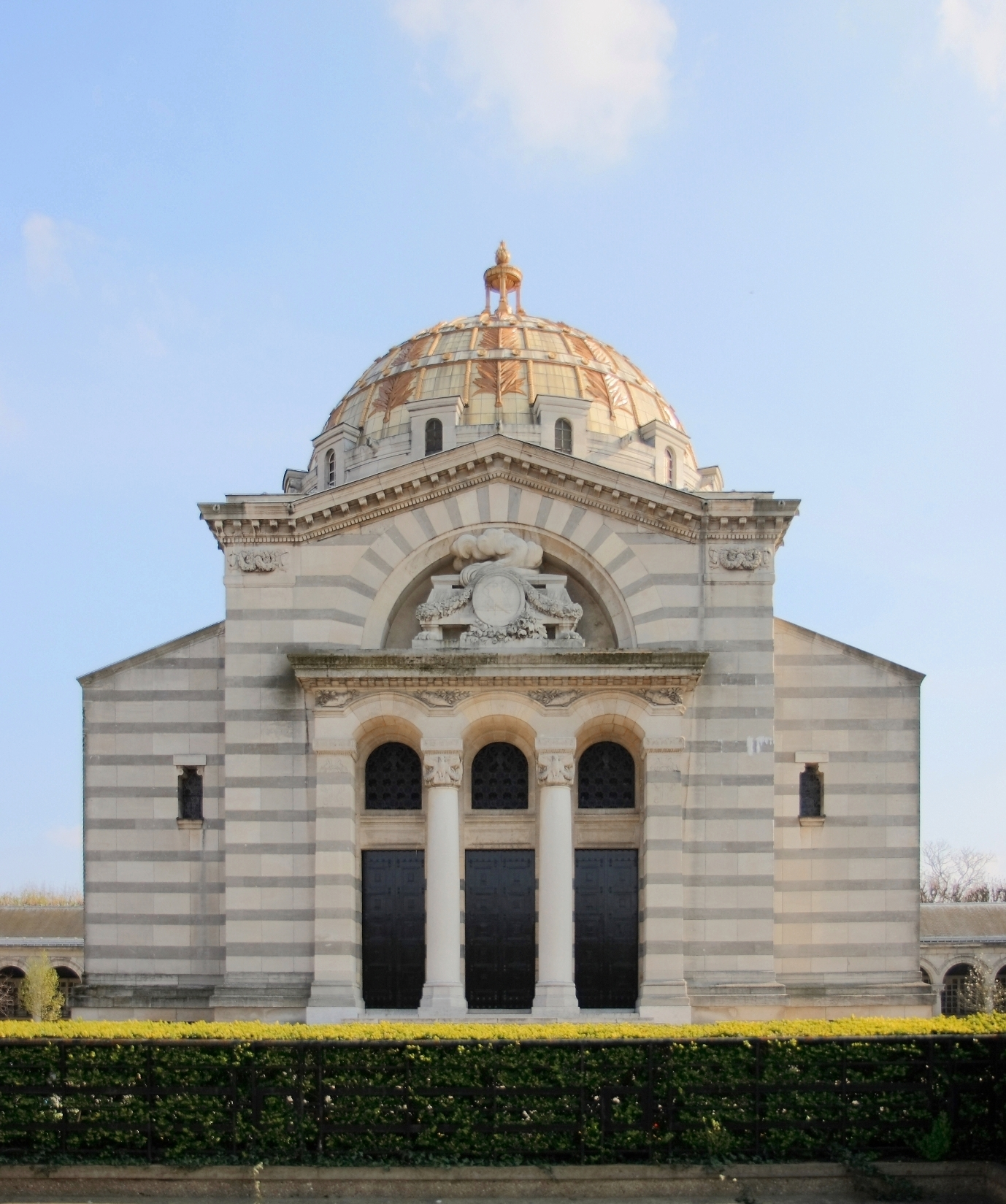
Krematorium auf dem Friedhof Père Lachaise

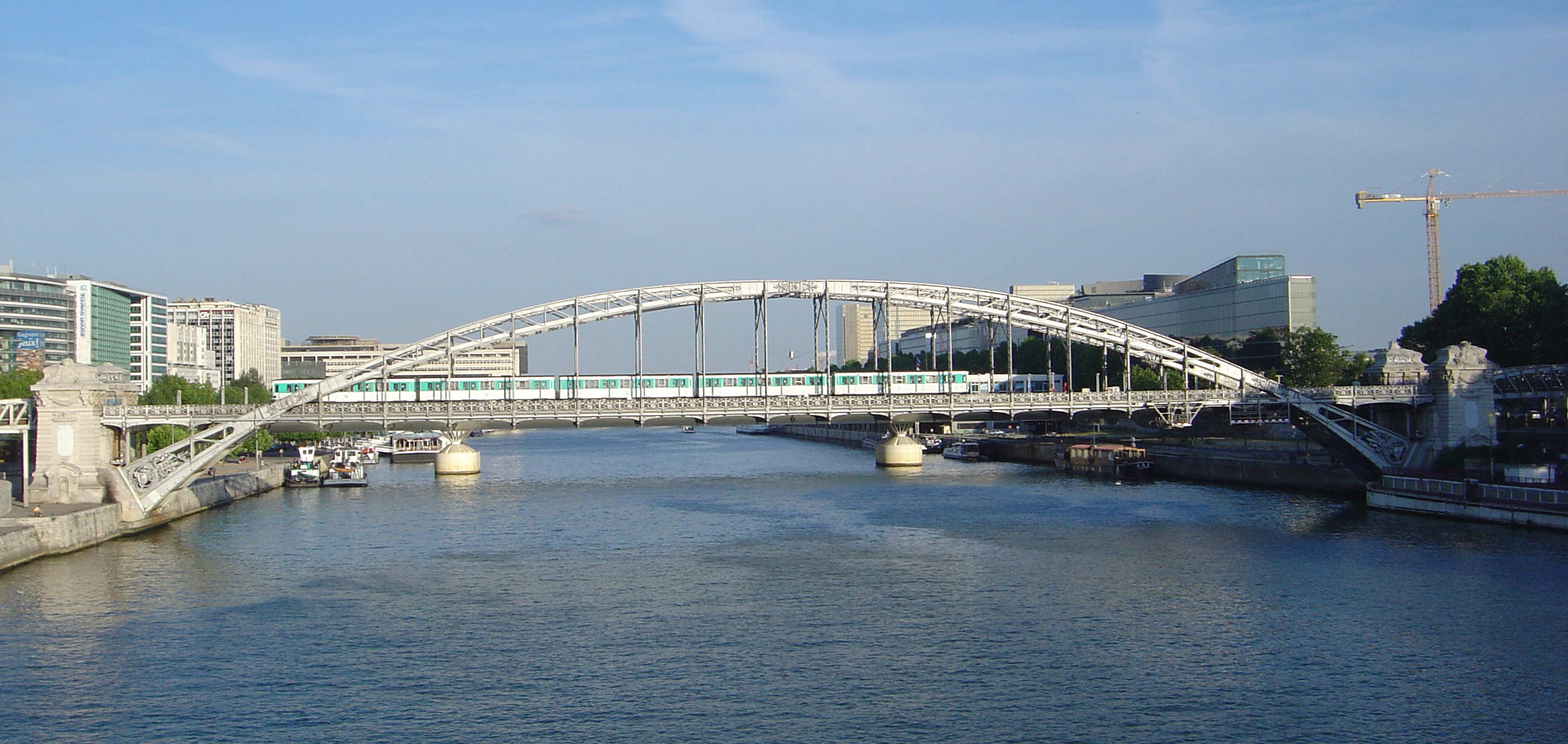
Viaduc d’Austerlitz der Métrolinie 5

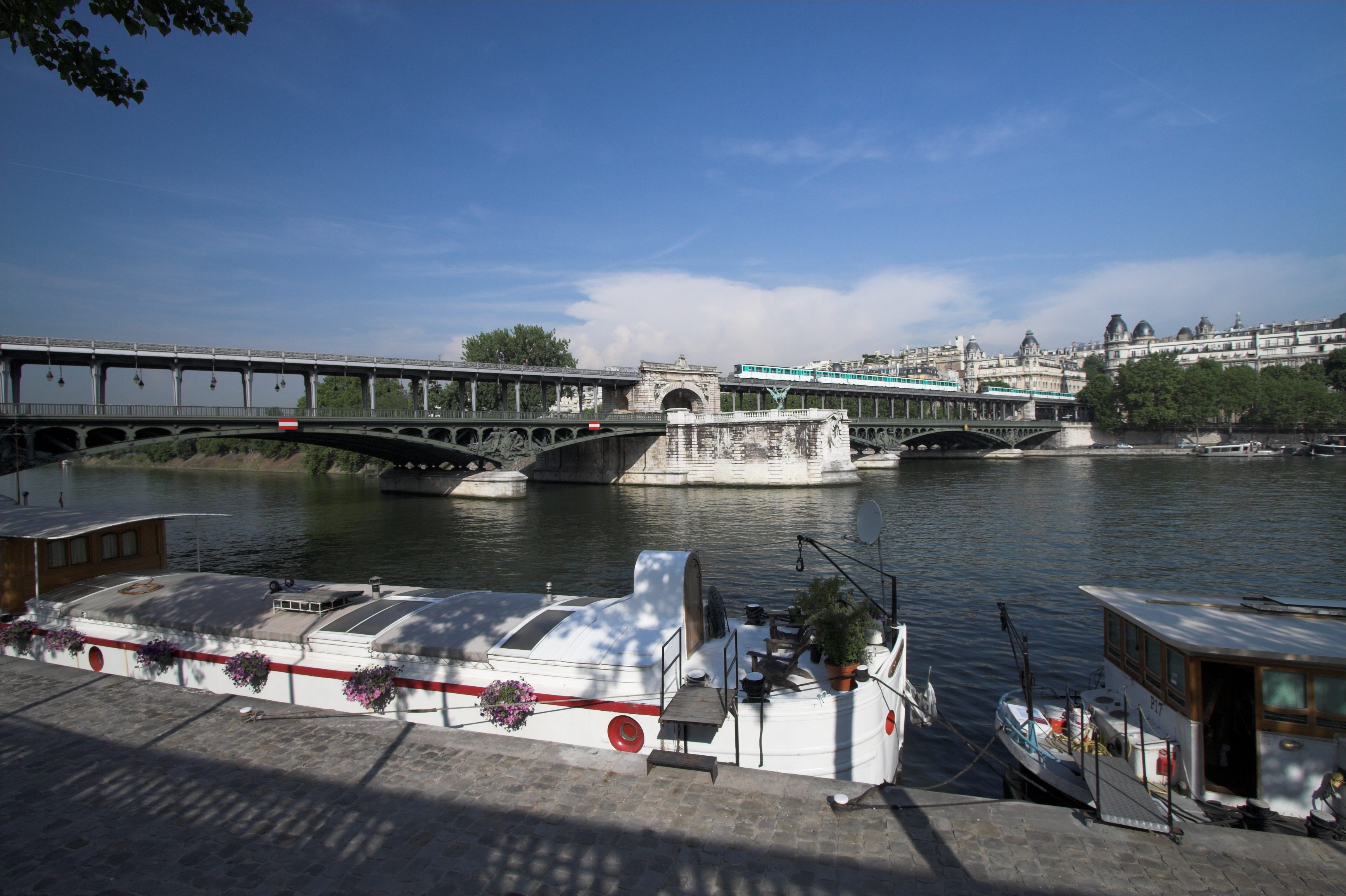
Viaduc du Pont de Bir-Hakeim der Métrolinie 6

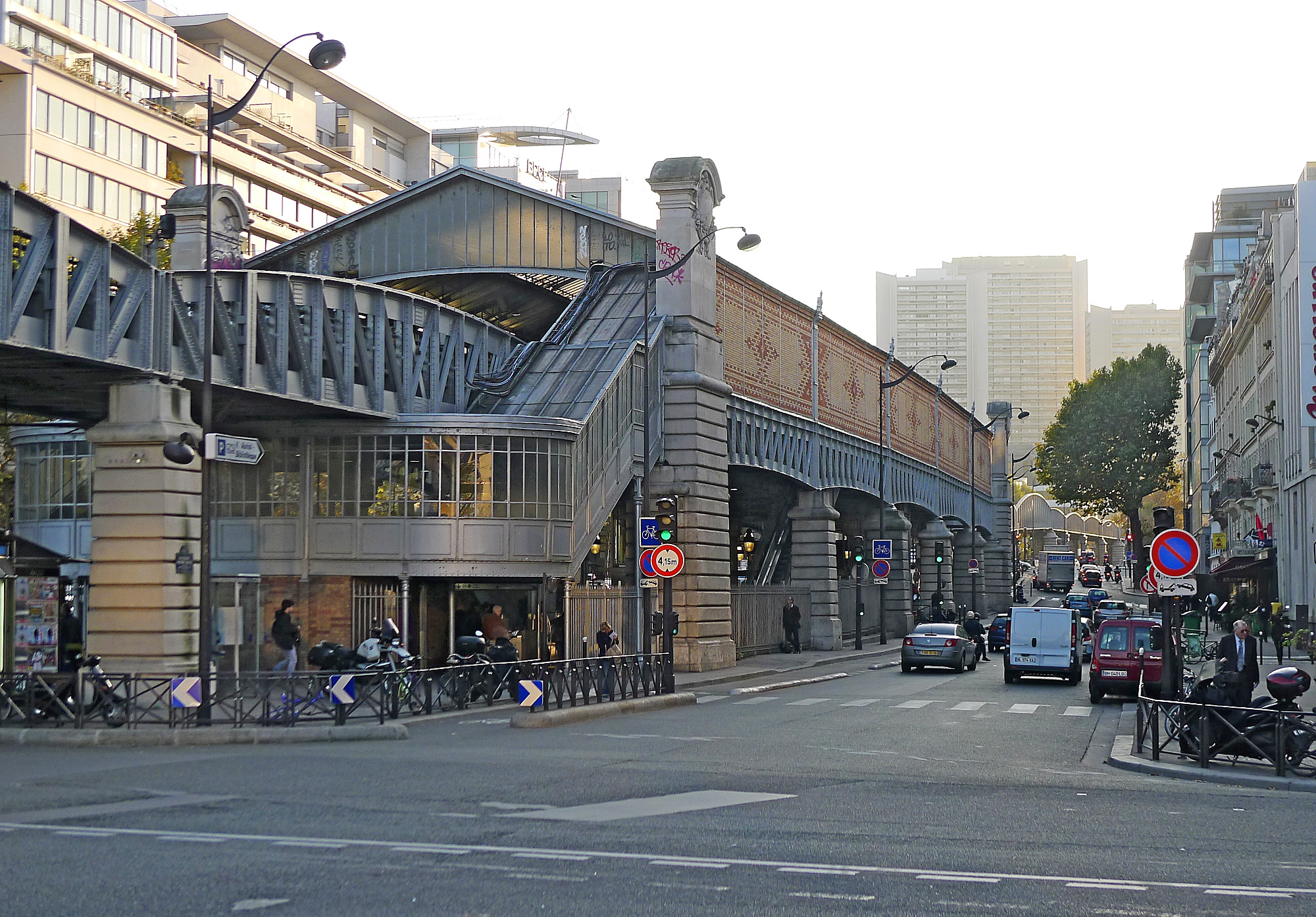
Von Formigé entworfene Hochbahnstation Quai de la Gare

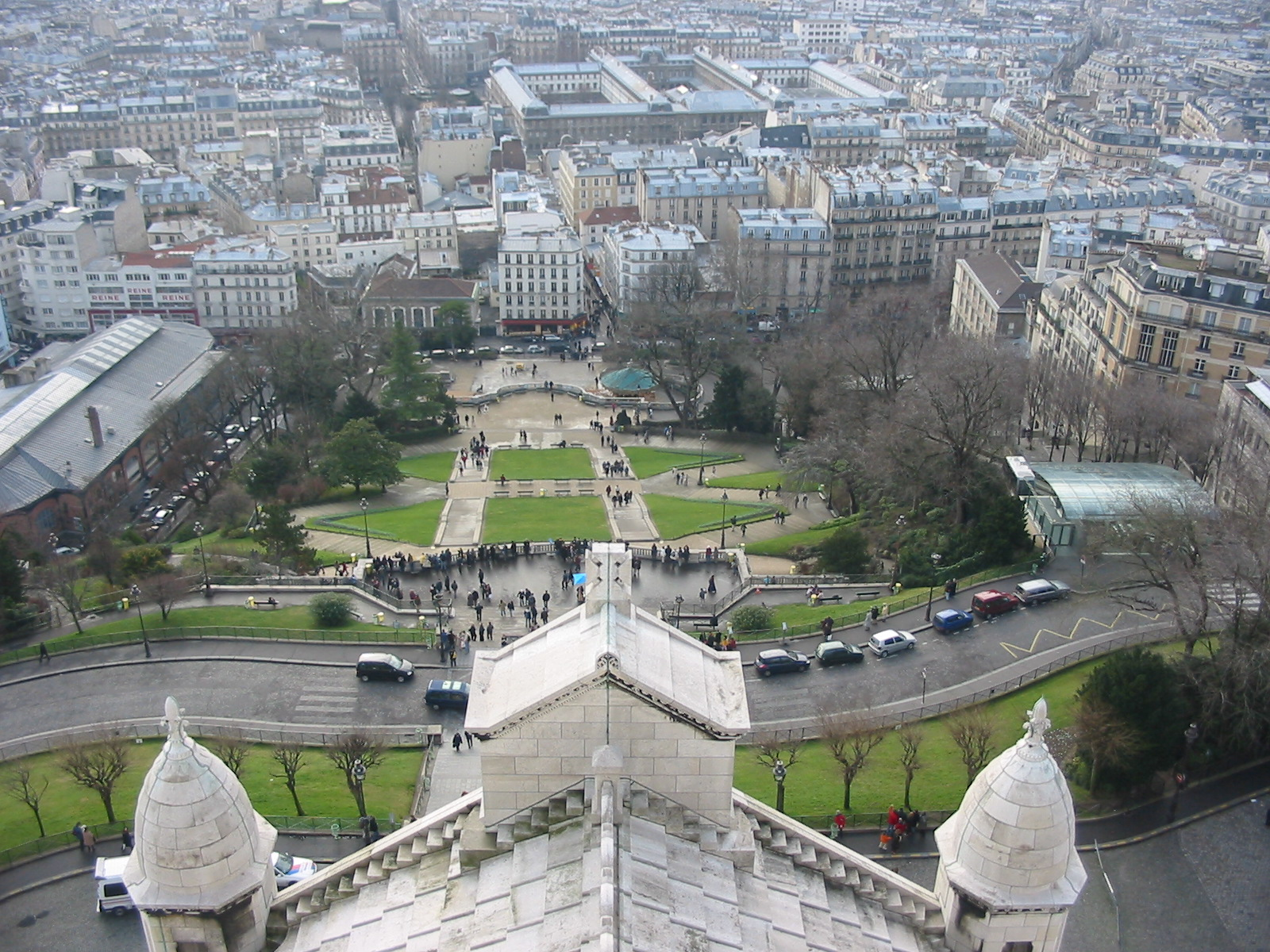
Square Willette unterhalb von Sacré-Cœur

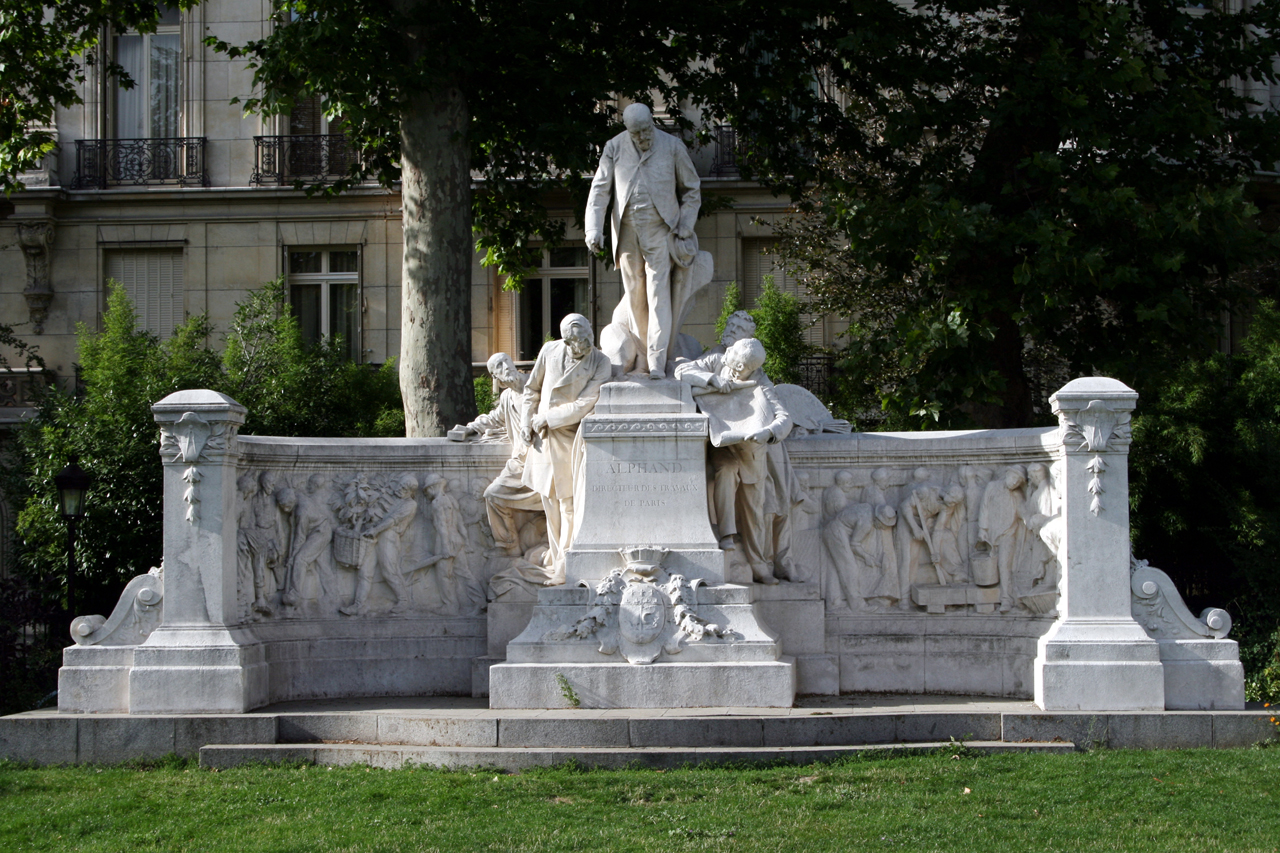
Denkmal für Jean-Charles Alphand in der Avenue Foch in Paris

Jean Camille Formigé (* 24. Juli 1845 in Le Bouscat; † 28. August 1926 in Montfermeil) war ein französischer Architekt, der in Paris die Treibhäuser von Auteuil, zwei Ausstellungshallen zur Weltausstellung von 1889, Viadukte der Métro und mehrere Grabmonumente auf dem Friedhof Père-Lachaise erbaute.

## Laufbahn
1861 trat Jean Camille Formigé in die École des Arts décoratifs ein. 1865 wurde er in der École nationale des beaux-arts im Atelier Charles Laisné aufgenommen. Im Anschluss an seine Ausbildung arbeitete er für die Denkmalpflege (Monument historique).
1884 wurde er zum Architecte des promenades et plantations der Stadt Paris ernannt, ein Amt, das er bis 1919 innehatte und in dem er für die Grünanlagen und Friedhöfe der Stadt zuständig war. Nach dem Tod von Théodore Ballu (1817–1885) führte Jean Camille Formigé den Wiederaufbau des Hôtel de Ville von Paris fort. Er ließ im Bois de Boulogne und im Bois de Vincennes Arbeiten durchführen. Auf dem Friedhof Pére Lachaise baute er ein Krematorium und ein Kolumbarium. Am Eiffelturm gestaltete er das Champ de Mars neu und legte unterhalb der Kirche Sacré-Cœur die Parkanlage Square Willette an. Er errichtete die Treibhäuser von Auteuil, Viadukte der Métro beim Fernbahnhof Paris-Austerlitz und auf der Brücke Pont de Bir-Hakeim (bis 1949: Pont de Passy) und Hochbahnstationen. Auch gestaltete er zahlreiche kleinere Parkanlagen, sogenannte Squares, in Paris. Er entwarf Monumente für Friedhöfe und öffentliche Plätze in Paris sowie Denkmäler u. a. für Léon Gambetta in Bordeaux, für Lazare Hoche in Quiberon, für Louis Faidherbe in Lille, für Jules Ferry in Saint-Dié-des-Vosges.
Ab 1883 war er als Diözesanarchitekt der Diözesen Auch, Meaux und Laval für deren Kathedralen zuständig. Von 1890 bis 1901 gehörte er der Commission des Monuments historiques an. 1892 wurde er leitender Architekt der Denkmalpflege. In dieser Funktion leitete er die Restaurierung der ehemaligen Abteikirche Sainte-Foy in Conques, der Kirchen von Poitiers, der ehemaligen Abteikirche Saint-Savin-sur-Gartempe in Saint-Savin, der Kirchen von Chauvigny und Poissy und des römischen Theaters von Orange. 1898 war er leitender Architekt beim Wiederaufbau der Gobelin-Manufaktur in Paris.
Neben den Aufträgen, die er für den französischen Staat und die Stadt Paris ausführte, baute er in Clichy ein Waisenhaus, eine Kirche in Deux-Évailles im Département Mayenne, Privathäuser in Paris und Villen in Évian-les-Bains, Montfermeil, Orange, Soulac-sur-Mer und Reims.
Er wurde auf dem Friedhof von Passy bestattet.
Jean Camille Formigé ist der Vater des Architekten Jules Formigé (1879–1960), der gleichfalls in der Denkmalpflege tätig war.

## Preise und Auszeichnungen
- 1875: 3. Preis des Salon de Paris
- 1876: 2. Preis des Salon de Paris
- 1876: Prix Duc
- 1878: 2. Preis bei der Weltausstellung
- 1881: Ehrenpreis des Salon de Paris
- 1885: Ritter der Ehrenlegion
- 1886: 1. Preis beim Wettbewerb für die Weltausstellung von 1889
- 1889: Offizier der Ehrenlegion
- 1889: Kommandeur des Ordens der Krone Rumäniens
- 1904: Offizier des tunesischen Nischan-el-Iftikhar-Ordens
- 1908: Offizier des Mérite agricole (Verdienstordens für Landwirtschaft)

Außerdem war Jean Camille Formigé Jurymitglied der École des Beaux-Arts und 1926 Präsident der Jury des Salons.
Im 15. Arrondissement in Paris wurde 1932 eine Straße nach ihm benannt, ebenso in Orange und ein Platz in Fréjus.

## Bauwerke und Parkanlagen (Auswahl)

### In Paris
- Square d’Anvers, Square des Épinettes, Square des Arènes de Lutèce
- 1886–1908: Krematorium und Kolumbarium für 26.000 Urnen auf dem Friedhof Père-Lachaise
- 1889: Palais des Beaux-Arts und Palais des Arts Libéraux, zwei Hallen für die Weltausstellung von 1889, abgerissen
- 1896: Square Adolphe-Chérioux im 15. Arrondissement
- 1898–1901: Treibhäuser von Auteuil einschließlich der Gartenanlagen
- 1903–1906: Viadukte Pont de Bir-Hakeim und Pont d’Austerlitz für die Hochbahn der Métro in Zusammenarbeit mit dem Ingenieur Louis Biette
- 1903–1914: Square Willette vor der Basilika Sacré-Cœur auf Montmartre
- 1912: Wiederaufbau der Gobelins-Teppichmanufaktur im 13. Arrondissement
- Denkmal für Jean-Charles Alphand, Avenue Foch Nr. 17–22, vom Bildhauer Aimé-Jules Dalou ausgeführt

### Außerhalb von Paris
- Villa der Fondation Foa in Évian-les-Bains im Stil der italienischen Renaissance
- Denkmal für Sidi Brahim in Oran (Algerien), 1896 von Jules Dalou ausgeführt, später in ein Denkmal für die Unabhängigkeit Algeriens umgewandelt
- Denkmal für Lazare Hoche in Quiberon, 1902 von Jules Dalou ausgeführt
- Denkmal für Léon Gambetta in Bordeaux, von Jules Dalou ausgeführt und am 24. April 1905 vom Präsidenten Émile Loubet (1838–1929) eingeweiht

## Restaurierungen
- Ehemalige Abteikirche Sainte-Foy in Conques
- Fassade der Kirche Notre-Dame la Grande, Kirche Sainte-Radegonde, Kirche Saint-Hilaire und Justizpalast in Poitiers
- Ehemalige Abteikirche Saint-Savin-sur-Gartempe in Saint-Savin
- Kirchen von Chauvigny und Poissy
- Turm Saint-Jacques in Paris
- Restaurierung des römischen Theaters von Orange, Wiederherstellung der Stufen, Freilegung des Bodens
- Restaurierung des römischen Theaters und des Amphitheaters in Arles

Die Arbeiten in Orange und Arles wurden unter seinem Sohn Jules Formigé weitergeführt.

## Ausgrabungen
- Formigé leitete die Ausgrabungen in Sanxay im Département Vienne.